# Jean-Luc Mélenchon
Jean-Luc Antoine Pierre Mélenchon (ur. 19 sierpnia 1951 w Tangerze) – francuski polityk, w latach 2009–2017 poseł do Parlamentu Europejskiego, poseł do Zgromadzenia Narodowego XV kadencji, założyciel Partii Lewicy i partii La France insoumise; kandydat w wyborach prezydenckich w 2012, 2017 i 2022.

## Życiorys
Urodził się w Tangerze w ówczesnej strefie międzynarodowej w Afryce Północnej jako syn Francuza i Hiszpanki. Większą część dzieciństwa spędził w Maroku, po czym w 1962 jego rodzina przeniosła się do Francji. Uzyskał dyplom DEUG w zakresie literatury współczesnej, został też magistrem filozofii. Pracował m.in. jako wykładowca, technik nauczania i dziennikarz.
Początkowo działał w organizacjach komunistycznych i trockistowskich, później przystąpił do Partii Socjalistycznej. W latach 1983–2001 był radnym miejscowości Massy, a w okresie 1989–1995 także zastępcą mera. Kilkakrotnie zasiadał w radzie generalnej Essonne, od 1998 do 2000 był wiceprzewodniczącym tego departamentu. Pomiędzy 27 marca 2000 a 6 maja 2002 pełnił funkcję ministra delegowanego w rządzie Lionela Jospina. W latach 1986–2000 i ponownie w latach 2004–2009 zasiadał we francuskim Senacie.
W 2004 w ramach Partii Socjalistycznej współtworzył frakcję pod nazwą Ruch na Rzecz Republiki Socjalnej (Pour la République Sociale), opowiadającą się za przyjęciem bardziej lewicowego i eurosceptycznego kursu przez całe ugrupowanie. W 2008 wraz z częścią przywódców PRS opuścił PS, stając następnie na czele nowej formacji pod nazwą Partia Lewicy.
Przed wyborami europejskimi w 2009 podpisał porozumienie z Francuską Partią Komunistyczną o utworzeniu koalicji wyborczej (tzw. Frontu Lewicy). W tym samym roku z ramienia tego bloku uzyskał mandat posła do Parlamentu Europejskiego.
W 2012 został kandydatem Frontu Lewicy w wyborach prezydenckich. W niektórych sondażach w 2012 uzyskiwał poparcie na poziomie 14–15% ankietowanych. W głosowaniu z 22 kwietnia 2012 otrzymał około 3,99 miliona głosów (11,11%), zajmując wśród 10 kandydatów 4. miejsce i przegrywając w pierwszej turze.
W 2014 został wybrany na kolejną kadencję do Europarlamentu. W tym samym roku zrezygnował z kierowania Partią Lewicy. W 2016 zawiązał ruch polityczny pod nazwą Niepokorna Francja, w skład której weszły środowiska lewicowe i komunistyczne. Kandydował następnie w wyborach prezydenckich 2017, zajmując w pierwszej turze głosowania czwarte miejsce z wynikiem 19,58% głosów.
W wyborach parlamentarnych w tym samym roku został wybrany do Zgromadzenia Narodowego XV kadencji, odchodząc w konsekwencji z PE. W 2022 Jean-Luc Mélenchon kolejny raz ubiegał się o wybór na prezydenta, w pierwszej turze otrzymał wówczas 21,95% głosów, zajmując 3. miejsce. Przed drugą turą zaapelował, by nie głosować na Marine Le Pen, konkurującą z ubiegającym się o reelekcję Emmanuelem Macronem.

## Poglądy
W kampaniach prezydenckich w 2012 i w 2017 postulował wprowadzenie stawki podatkowej w wysokości 100% dla dochodów powyżej określonej wysokiej kwoty (470 tys. euro rocznie w 2012). Wszystkie dochody powyżej tej kwoty miałyby być tytułem opodatkowania przejmowane przez państwo. Postulował także podwyższenie pensji minimalnej o 20% do 2200 euro, skrócenie tygodnia pracy do 32 godzin i obniżenie wieku emerytalnego do 60 lat.
Głosi również poglądy eurosceptyczne, uważając, że warunki członkostwa Francji w Unii Europejskiej powinny być renegocjowane. Zadeklarował się również jako zwolennik referendum w sprawie członkostwa Francji w UE. Krytycznie oceniał politykę Angeli Merkel w kwestii rozwiązywania problemów gospodarczych UE. W 2005 podczas europejskiego referendum konstytucyjnego we Francji był przeciwnikiem ratyfikacji traktatu ustanawiającego konstytucje dla Europy.
Przez część publicystów opisywany jest jako polityk prorosyjski, wspierający Rosję i jej przywódcę Władimira Putina. Po aneksji Krymu Jean-Luc Mélenchon określił porty Krymu jako kluczowe dla bezpieczeństwa Rosji. Po rozpoczęciu w 2022 rosyjskiej inwazji na Ukrainę określił NATO jako instrument „słabnącego amerykańskiego imperium”. Sam opowiadał się za wystąpieniem Francji z tej organizacji.
Reprezentujący francuskich ekologów polityk Yannick Jadot stwierdził, że jego prorosyjskie stanowisko sprzeciwia się myśleniu proekologicznemu.